# Liga Premier de Egipto 2019-20
La Liga Premier de Egipto 2019-20, también llamada Liga WE por motivos de patrocinio, fue la 61° temporada de la Premier League de Egipto. La temporada comenzó el 21 de septiembre de 2019 y finalizó el 31 de octubre de 2020.
Al-Ahly fue el campeón defensor, luego de obtener el título en las ediciones 2015-16, 2016-17, 2017-18 y 2018-19.

## Ascensos y descensos
Al término de la temporada 2018-19, descendieron Petrojet FC, El Dakhleya SC y Nogoom FC y ascendieron Aswan SC, FC Masr y Tanta SC tras haber ganado cada uno de los tres grupos de la Segunda División de Egipto.

## Información de los equipos
| Equipo                  | Ciudad      | Estadio                           | Capacidad |
| ----------------------- | ----------- | --------------------------------- | --------- |
| Al-Ahly                 | El Cairo    | Estadio Internacional de El Cairo | 74.100    |
| Al-Ittihad Al-Iskandary | Alejandría  | Estadio de Alejandría             | 19.676    |
| Al Masry                | Puerto Said | Estadio de Port Said              | 18.000    |
| Al-Mokawloon Al-Arab    | El Cairo    | Estadio Osman Ahmed Osman         | 35.000    |
| Aswan SC                | Asuán       | Estadio Aswan                     | 20.000    |
| El Entag El Harby SC    | El Cairo    | Estadio Al-Salam                  | 30.000    |
| El Gouna FC             | El Gouna    | Estadio El Gouna                  | 10.000    |
| ENPPI Club              | El Cairo    | Estadio Petro Sport               | 16.000    |
| FC Masr                 | El Cairo    | Centro Olímpico de Maadi          | 6.000     |
| Haras El-Hodood         | Alejandría  | Estadio Haras El-Hodood           | 22.000    |
| Ismaily SC              | Ismailía    | Estadio de Ismailia               | 18.525    |
| Misr El Makasa          | Fayún       | Estadio de Fayún                  | 20.000    |
| Pyramids FC             | El Cairo    | Estadio 30 de Junio               | 30.000    |
| Smouha SC               | Alejandría  | Estadio de Alejandría             | 19.676    |
| Tala'ea El Gaish SC     | El Cairo    | Estadio Gehaz El Reyada           | 20.000    |
| Tanta SC                | Tanta       | Estadio Tanta                     | 8.000     |
| Wadi Degla SC           | El Cairo    | Academia Militar de El Cairo      | 28.500    |
| Zamalek SC              | El Cairo    | Estadio Internacional de El Cairo | 74.100    |

## Tabla de posiciones
Actualizado el 31 de Octubre de 2020.
| Pos. | Equipo                  | PJ | PG | PE | PP | GF | GC | DG. | Pts. | Clasificado a                                 |
| ---- | ----------------------- | -- | -- | -- | -- | -- | -- | --- | ---- | --------------------------------------------- |
| 1    | Al-Ahly (C)             | 34 | 28 | 5  | 1  | 74 | 8  | +66 | 89   | Campeón y Liga de Campeones de la CAF 2020-21 |
| 2    | Zamalek SC              | 34 | 21 | 8  | 5  | 50 | 27 | +23 | 71   | Liga de Campeones de la CAF 2020-21           |
| 3    | Pyramids FC             | 34 | 19 | 8  | 7  | 54 | 33 | +21 | 65   | Copa de Confederación de la CAF 2020-21       |
| 4    | Al-Mokawloon Al-Arab    | 34 | 15 | 9  | 10 | 45 | 34 | +11 | 54   | Copa de Confederación de la CAF 2020-21       |
| 5    | Smouha SC               | 34 | 11 | 18 | 5  | 44 | 33 | +11 | 51   |                                               |
| 6    | Al-Masry                | 34 | 13 | 9  | 12 | 37 | 35 | +2  | 48   |                                               |
| 7    | ENPPI Club              | 34 | 12 | 12 | 10 | 34 | 33 | +1  | 48   |                                               |
| 8    | El Entag El Harby SC    | 34 | 11 | 11 | 12 | 35 | 38 | -3  | 44   |                                               |
| 9    | Misr El Makasa          | 34 | 10 | 12 | 12 | 40 | 39 | +1  | 42   |                                               |
| 10   | Al-Ittihad Al-Iskandary | 34 | 9  | 15 | 10 | 36 | 36 | 0   | 42   |                                               |
| 11   | Tala'ea El Gaish SC     | 34 | 9  | 14 | 11 | 32 | 37 | -5  | 41   |                                               |
| 12   | Ismaily SC              | 34 | 11 | 8  | 15 | 37 | 47 | -10 | 41   |                                               |
| 13   | Aswan SC                | 34 | 9  | 10 | 15 | 39 | 50 | -11 | 37   |                                               |
| 14   | El Gouna FC             | 34 | 10 | 7  | 17 | 32 | 45 | -13 | 37   |                                               |
| 15   | Wadi Degla SC           | 34 | 8  | 11 | 15 | 32 | 43 | -11 | 35   |                                               |
| 16   | Haras El-Hodood (R)     | 34 | 7  | 12 | 14 | 31 | 41 | -10 | 33   | Segunda División 2020-21                      |
| 17   | Tanta SC (R)            | 34 | 3  | 13 | 18 | 22 | 55 | -33 | 22   | Segunda División 2020-21                      |
| 18   | FC Masr (R)             | 34 | 3  | 12 | 19 | 18 | 57 | -39 | 21   | Segunda División 2020-21                      |